# Ана Анђелина Комнина
Ана Комнина Ангелина (* ок. 1176; † 1212) је царица Никејског царства, супруга цара Теодора I Ласкариса.

## Порекло
Ана је била ћерка византијског цара Алексија III Анђела и царице Еуфросине Дука Каматер. Она је сестра Евдокије, супруге цара Алексија V Дуке Мурзуфла, и Ирине, жене севастократора Алексија Палеолога.

## Брак са севастократором Исаком Комнином
Ана Анђел је прво била удата за севастократора Исака Комнина, сестрић цара Манојла I Комнина. Принцеза Ана Анђел и севастократор Исак Комнин су имали једну ћерку - Теодору Ангелину Комнину.
Убрзо након што је Анин отац постао цар, 1195. године, севастократор Исак Комнин је послат да угуши побуну Бугара, коју су предводила браћа Асен и Петар. Међутим, севастократор је био заробљен од стране побуњеника у другом од два окршаја код Сјара 1196. године и умро је у заточеништву.
Пре смрти, ухваћени севастократор обећао је бугарском великашу Иванку руку Теодоре, његове ћерке из брака са Аном и унуке византијског цара Алексија III Анђела. Уз многа друга обећања, брак је понуђен у замену за Иванково учешће у завери против бугарског цара Асена. Пошто је побегао у Цариград, Иванко је затражио Теодорину руку од цара Алексија III Анђела. Цар је у почетку одлагао своју одлуку због Теодорине младости, али је касније потврдио обећање.

## Брак са Теодором Ласкарисом
Неколико година након смрти свог првог мужа, Ана се поново удала почетком 1200-их за Теодора Ласкариса, будућег цара Никејског царства. Свадбено славље је двоструко, пошто је у исто време прослављено и венчање Алексија Палеолога и њене сестре Ирине Анђел. Након што су витезови из Четвртог крсташког рата заузели Цариград 1204. године, њен муж се прогласио за цара у Никеји.
Ана и Теодор су имали три ћерке и два сина која су умрла рано умрла
- :Никола Ласкарис (умро око 1212)
- Јован Ласкарис (умро око 1212)
- Ирена Дукаина Комнина Ласкарина, која се удала прво за генерала Андроника Палеолога, а затим за Јована III Дуку Ватаца
- Марија Ласкарина, која се удала за угарског краља Белу IV
- Евдокија Ласкарина (рођена између 1210. и 1212., умрла између 1247. и 1253.), верена за Роберта I, латинског цара, удала се прво и касније  развела за Фридриха II, војводу Аустрије, затим (пре 1230.) Ансо де Кајо, гувернер Мале Азије.